# Domovoj

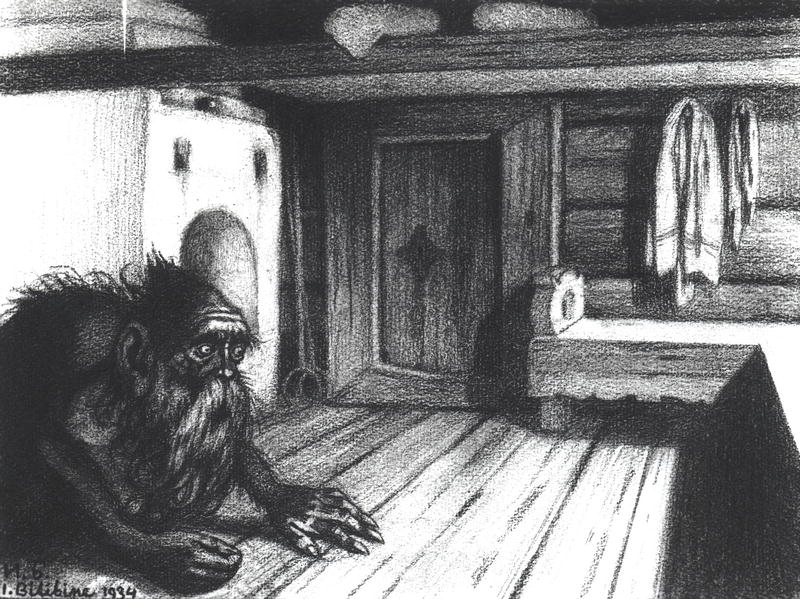
Ivan Jakovlevič Bilibin, Domovoj

Il domovik (in russo домово́й; plur. domoviye, letteralmente "quello della casa", in ucraino домовик; plur. domovik) è nella mitologia slava una creatura maschile, spesso di piccola taglia e coperta di peli, che alligna tra le mura domestiche e protegge l'unità familiare. In quanto nume tutelare, il domovoj era tenuto in grande considerazione dagli abitanti della casa e trattato con ogni riguardo.

## Storia e descrizione
Ancora nel XIX secolo, la credenza nel domovoj era largamente diffusa: la maggior parte dei contadini russi dichiaravano di averne visto uno e nessuno osava chiamarlo con questo nome, preferendo usare attributi di maggior rispetto quali "signore", "lui", "nonno". 
Quando la famiglia si trasferiva bisognava invitarlo nella nuova abitazione per evitare che, restando in quella vecchia, il domovoj entrasse in conflitto con la famiglia (e relativo domovoj) dei nuovi inquilini.
Fra tutte le divinità contadine inferiori il domovoj è certamente il più benevolo nei confronti degli uomini. Spesso lo si chiamava Dobrožil o Dobrochot, da dobro: bene.
Il domovoj era considerato come parte della famiglia e trattato con rispetto, onde ingraziarsene il favore: a lui, seppure invisibile, venivano lasciati cibi e bevande sul tavolo di cucina perché li consumasse durante la notte.
Allo stesso modo della sua controparte femminile, la kikimora, il domovoj ama starsene sotto la soglia di casa o dietro la stufa: un pezzo di pane e sale era sufficiente a placarne le ire in caso di comportamenti scorretti o poco virtuosi da parte dei famigliari.
Se, tuttavia, nella casa continuava a regnare il disordine e la negligenza, le ripercussioni messe in atto dallo spiritello potevano diventare sempre più gravi: dal semplice tintinnare degli oggetti ai rumori molesti per arrivare ai danni alle cose e alle persone stesse, secondo una fenomenologia che assomiglierebbe in tutto a quella dei poltergeist.
Oltre a poteri psicocinetici il domovoj aveva la facoltà di trasformarsi in vari animali (soprattutto cani e gatti) e di fornire presagi: tirava i capelli ad una donna per metterla in guardia da un uomo violento, urlava e gemeva per avvertire dell'arrivo di una sventura. Se lo si udiva piangere si era sicuri dell'imminenza di un lutto, se invece rideva si preannunciava un futuro prospero mentre se si udiva risuonare un pettine ci sarebbe stato presto un matrimonio.